# Jean-Baptiste Dumas
Jean-Baptiste André Dumas (15. červenec 1800, Alès – 11. duben 1884, Cannes) byl francouzský chemik a politik, průkopník organické chemie a profesor na Sorbonně.

## Život
Narodil se v rodině městského tajemníka a začal se učit v místní lékárně. Roku 1816 dostal nabídku do velké lékárny v Ženevě, kde byla vybavená laboratoř a kde se konaly i farmaceutické přednášky. Zde začal Dumas vědecky pracovat a publikovat, mimo jiné navrhl užívání jodové tinktury v lékařství. Ze také roku 1822 navštívil německý přírodovědec Alexander von Humboldt a na jeho radu odjel do Paříže. Tam se seznámil a spolupracoval s řadou vynikajících vědců a začal přednášet na École polytechnique.
Roku 1826 se oženil s dcerou slavného chemika A. Brogniarda a roku 1828 se stal profesorem chemie na Sorbonně, nástupcem Gay-Lussaca. Od roku 1840 byl profesorem chemie na Pařížské lékařské škole (École de médicine).

## Chemik
Patřil k zakladatelům organické chemie, zejména analýzy, a klasifikoval organické sloučeniny podle aktivních skupin. Uvědomil si, že charakteristické vlastnosti molekul nezávisejí jen na druhu a počtu atomů, ale také na struktuře molekuly. Proto také odmítal Berzeliovu dualistickou teorii chemické struktury, která vysvětlovala soudržnost atomů a molekul přitažlivostí mezi kladnými a zápornými atomy a která v jeho době převládala. Vymyslel metodu stanovení přítomnosti dusíku v organických sloučeninách. Určil, jak stanovit atomovou hmotnost na základě měření hustoty par prvků a upřesnil atomové hmotnosti asi 30 prvků, včetně uhlíku. Popsal složení vzduchu a je též objevitelem řady organických sloučenin (např. chlormethan, chloroform aj.).

## Politik
Po revoluci roku 1848 se stal politicky aktivní, Byl zvolen poslancem a za Napoleona III., v letech 1850-51 zastával funkci ministra obchodu a zemědělství, později také senátora. Po pádu císařství v roce 1871 se z politického života stáhl a věnoval se pouze chemii.

## Ocenění
- 1832 - stálý tajemník fyzikální sekce Francouzské akademie věd
- 1840 - zahraniční člen Royal Society
- 1843 - člen Académie nationale de Médecine
- 1843 - president Francouzské akademie věd
- 1844 - Copleyova medaile
- 1849 - člen American Academy of Arts and Sciences
- 1860 - člen American Philosophical Society
- 1863 - velký kříž Řádu čestné legie
- 1869 - Faradayova přednáška pro Royal Society of Chemistry
- 1872 - člen italské Accademia dei Lincei
- 1875 - člen Francouzské akademie
- 1883 - člen National Academy of Sciences

Je jedním ze 72 významných mužů, jejichž jméno je zapsáno na Eiffelově věži v Paříži.